# Kaplica św. Rozalii w Sławnie
Kaplica Świętej Rozalii w Sławnie – rzymskokatolicka kaplica cmentarna znajdująca się we wsi Sławno w powiecie gnieźnieńskim. Znajduje się na szlaku kościołów drewnianych wokół Puszczy Zielonka.

## Historia
Dzisiejsza kaplica została wybudowana na dawnym grodzisku stożkowatym otoczonym rozległymi bagnami. Świątynia wybudowana w 1785 roku z fundacji księdza Józefa Sztolzmana. Odnowiona w 1930 roku.

## Architektura i wyposażenie
Jest to drewniana świątynia, konstrukcji zrębowej, oszalowana zwrócona prezbiterium na wschód (orientowana). Składa się z nawy i węższego prezbiterium. Wieża posiada konstrukcję słupową, kruchtę i dwa składziki z lewej i prawej strony. Pod nawą i prezbiterium znajdują się dwie krypty. Pochowani są w nich Chełmiccy, dawni właściciele Sławna i fundator kaplicy. Dachy są pokryte gontami. Hełm wieży także jest nimi pokryty, ma kształt cebulasty. Nawa i prezbiterium posiadają wspólny strop, tej samej wysokości. Jest on ozdobiony listwami z malowanym ornamentem. Do wyposażenia świątyni należą: ołtarz główny z 1785, 2 ołtarze boczne z figurami Maryi i św. Teresy oraz rzeźba św. Barbary z krzyżem umieszczona na belce tęczowej. W świątyni pochowany jest historyk Benon Miśkiewicz, profesor i rektor (w latach 1972-81) UAM.

## Otoczenie
Kościół otacza cmentarz, na którym znajduje się m.in. grób majora Wojsk Polskich Damazego Dobrogojskiego (zm. 1857) w formie klasycznej kolumny. Naprzeciwko wejścia do kościoła znajduje się grobowiec rodzinny Walterów, w którym spoczywa między innymi powstaniec styczniowy ppor. Witalis Walter właściciel Dziećmiarek i Słępowa.

## Galeria

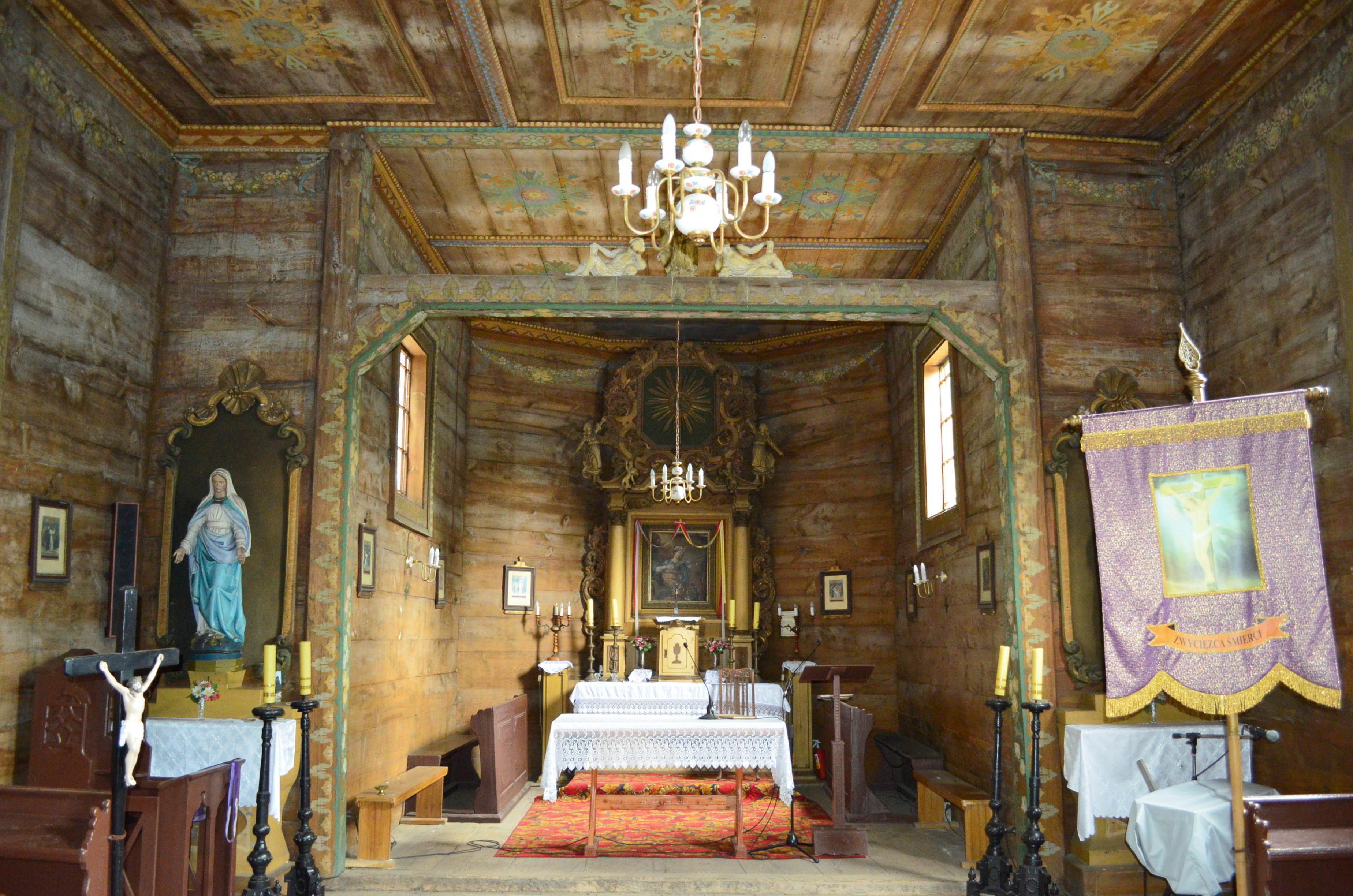
Wnętrze
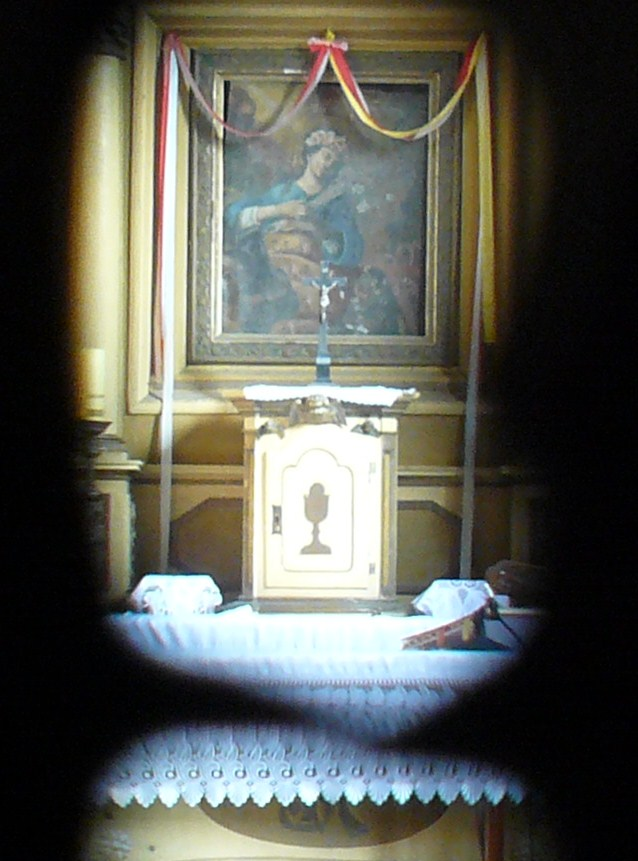
Obraz św. Rozalii
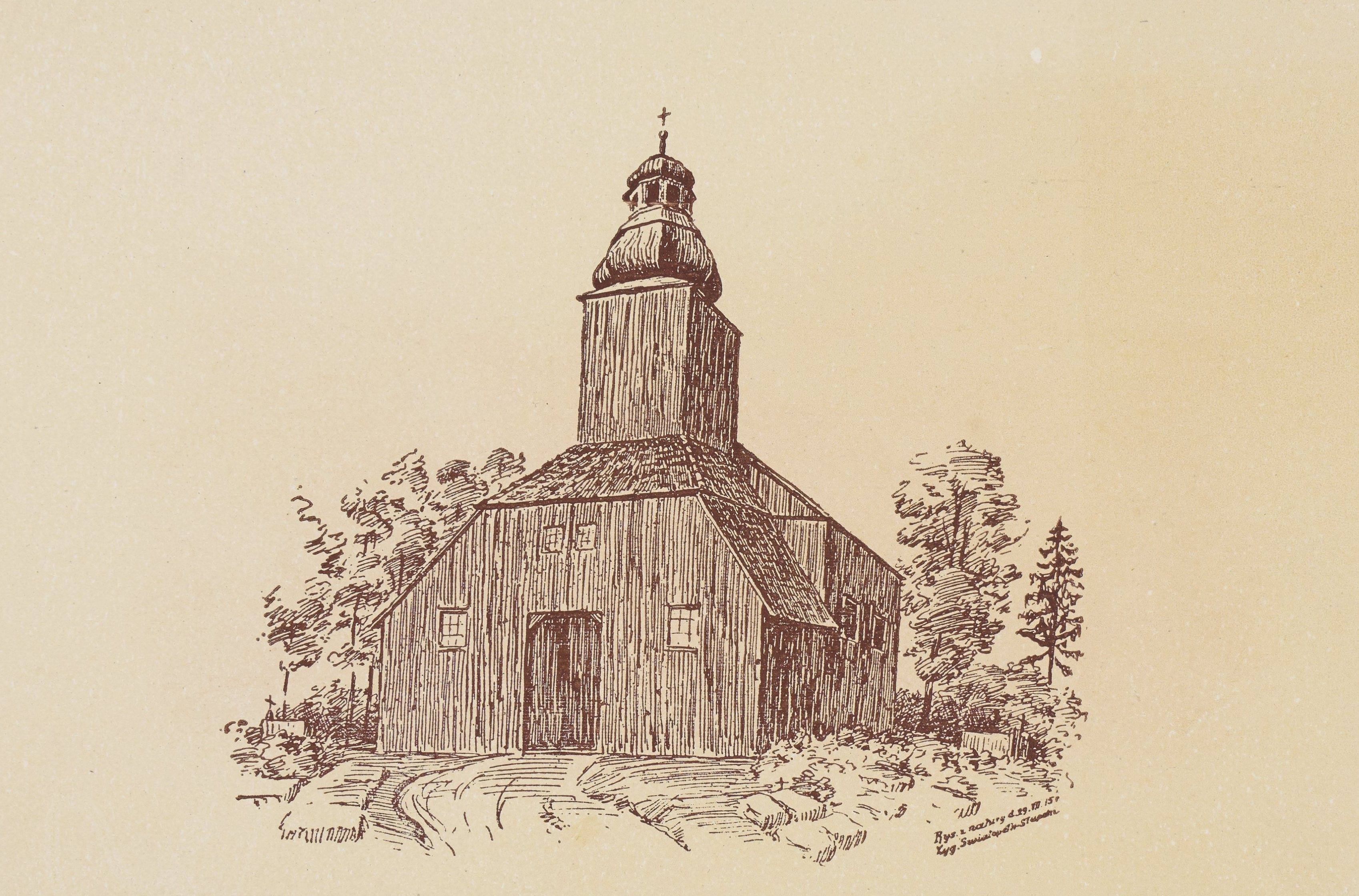
Obiekt około 1917